# Des choses à se dire
 (mars 2020).
Si vous disposez d'ouvrages ou d'articles de référence ou si vous connaissez des sites web de qualité traitant du thème abordé ici, merci de compléter l'article en donnant les références utiles à sa vérifiabilité et en les liant à la section « Notes et références ».
Tournées par Lorie
Le Tour 2Lor
(2008)
 Des choses à se dire est la cinquième tournée de la chanteuse française Lorie, pour promouvoir son album studio Les Choses de la vie. Elle s'est produite une première fois à l'Olympia le 31 mai 2018 à Paris. Il s'agit de son premier concert depuis 10 ans, la tournée de 2013 ayant été annulée le 22 février 2013, toutes les places n'ayant pas trouvé preneur.
Elle s'est également produite au Trianon et au Théâtre Sébastopol de Lille.
Le concert à Sète au Théâtre de la Mer a été joué, le 10 juillet 2019. 
Le public était conquis et la chanteuse a rajouté deux titres En regardant la mer et Les Divas du dancing. 
Il ne restait que environ 75 places.
Malheureusement, en raison du Covid-19, Lorie est contrainte de suspendre sa tournée et même d'annuler certaines dates comme Annecy, Lyon, Genève, Mérignac ou encore Longjumeau, selon le site officiel de ce dernier.

## Programme[2]
1. Près de moi
2. La vie est belle
3. La plus douce
4. Tellement facile
5. Trois fois rien
6. Tandem (reprise de Vanessa Paradis)
7. Un garçon
8. Game Over
9. Bel été
10. Se donner la main
11. Je te promets (reprise de Johnny Hallyday)
12. J'ai besoin d'amour
13. Toute seule
14. Rester la même
15. Tu te dessines un sourire
16. Avance encore
17. Ton sourire
18. A 20 ans
19. Parti pour zouker
20. Ensorcelée
21. Sur un air latino
22. Ne me lâche pas
23. En attendant
24. Je serai (ta meilleure amie)

À noter que selon les concerts, Lorie modifie la setlist.
Pour le concert du 7 mars ont été ajoutées On chante, L'amour autrement, Simples mortels (un inédit) ou encore Si je tombe. On peut remarquer aussi la suppression de Je te promets ou encore Parti pour zouker.
Lorie justifie ces changements pour les personnes faisant plusieurs dates, afin qu'ils puissent profiter et ne pas être dans l'ennui.

## Liste des concerts
| Date            | Ville                | Pays   | Lieu                |
| --------------- | -------------------- | ------ | ------------------- |
| 9 mars 2019     | Paris                | France | Le Trianon          |
| 19 avril 2019   | Lille                | France | Théâtre Sébastopol  |
| 10 juillet 2019 | Sète                 | France | Théâtre de la Mer   |
| 9 mai 2019      | Caluire-et-Cuire     | France | Le Radiant-Bellevue |
| 10 mai 2019     | Annecy               | France | L'arcadium          |
| 7 juin 2019     | Genève               | Suisse | Théâtre du Léman    |
| 7 février 2020  | Yutz                 | France | L'Amphy             |
| 7 mars 2020     | Saint-Martin-de-Crau | France | Le Galet            |

### Concerts annulés
| Date          | Ville      | Pays   | Lieu                             | Raison                    |
| ------------- | ---------- | ------ | -------------------------------- | ------------------------- |
| 27 mars 2020  | Longjumeau | France | Théâtre de Longjumeau            | Annulation dû au COVID-19 |
| 28 mars 2020  | Brunoy     | France | Théâtre de la Vallée de l'Yerres | Annulation dû au COVID-19 |
| 8 avril 2020  | Lyon       | France | Bourse du Travail                | Annulation dû au COVID-19 |
| 9 avril 2020  | Annecy     | France | L'arcadium                       | Annulation dû au COVID-19 |
| 30 avril 2020 | Toul       | France | L'arsenal                        | Annulation dû au COVID-19 |
| 15 mai 2020   | Mérignac   | France | Le Pin Galant                    | Annulation dû au COVID-19 |
| 7 juin 2020   | Genève     | Suisse | Théâtre du Léman                 | Annulation dû au COVID-19 |